# Коваленко, Евгений Владимирович
Коваленко Евгений Владимирович — художественный руководитель вокально-инструментального ансамбля «Кобза», Народный артист Украины (1997) (в 1997 г.), Заслуженный артист Украинской ССР (1982), пианист, исполнитель, солист, концертмейстер, композитор, аранжировщик, поэт, солист, вокалист. Кавалер ордена «За заслуги» ІІІ степени (2008).

## Биография
Родился 14 апреля 1948 года в г. Житомире. Закончил Житомирское музыкальное училище им. В. С. Косенко в 1967 г., фортепианный отдел (с отличием) и Ростовскую государственную консерваторию им. С. Рахманинова (Россия), факультет фортепиано, класс проф. В.Топилина и проф. М. Саямова в 1973 г.
Профессионально работать начал в 1967 г. на должности преподавателя фортепиано в сельской музыкальной школе ; 1969-71 гг. — музыкант ансамбля пассажирской службы Черноморского морского пароходства (заграничные круизы). 1973 −75 гг.- концертмейстер Киевского государственного мюзик-холла. С 1975 г. — художественный руководитель ВИА «КОБЗА». С 2004 г. — профессор з/н Киевского национального университета культуры и искусств.
Первый исполнитель таких известных песен как: «Моя земля» М. Мозгового, «Кохати час» О.Семенова на стихотворении О.Вратарева, «Козак гуляє — шинкарка носить» М. Литвина на стихотворении С. Пушика, «Ти мое крило» В. Ивасюка но др.